# 룩셈부르크 내셔널디비전
룩셈부르크 내셔널디비전 (룩셈부르크어: Nationaldivisioun, 프랑스어: Division Nationale, 독일어: Nationaldivision)은 룩셈부르크 내에서 최상위 축구 리그이다. 이 대회는 2011년까지 공식 스폰서의 명칭을 따서 BGL 리그 (BGL Ligue)라고 불렀다.
이 리그는 1910년에 처음 시작되었는데, 세계대전 기간을 제외하곤 해마다 리그를 진행해 왔다. 2005-06 시즌까지는 12개팀이 경쟁하는 리그였지만, 2006-07시즌부터 14개팀으로 늘렸고 2020-21 시즌에는 16개팀까지 늘어났다.
리그 우승 팀은 다음 시즌 UEFA 챔피언스리그 1차 예선에 진출하게 되고, 룩셈부르크 컵 우승 팀은 UEFA 유로파컨퍼런스리그 2차 예선, 2~3위 팀은 1차 예선에 진출할 수 있다.

## 2008-09시즌 클럽팀
- FC 애버니르 베겐
- FC 디페르당주 03
- F91 뒤들랑주
- FC 에첼라 에텔부르크
- CS 그레벤마허
- 죄네스 에슈
- UN 카에렝 97
- CS 폴라 에슈 (2007-08 명예 디비전 2위)
- FC 프로그레스 니더코른
- 라싱 FC 유니온 룩셈부르크
- FC RM 함 벤피카
- FC 스위프트 헤스퍼랑주
- SC 스타인포트 (2007-08 명예 디비전 3위)
- US 뤼멜랑주 (2007-08 명예 디비전 1위)